# PURETTY
PURETTY（ピュリティ、朝: 퓨리티）は、2012年に結成した韓国出身の5人組女性アイドルグループである。2014年に解散。DSPメディア所属。レーベルは日本のユニバーサルシグマ。日韓合作のテレビアニメ『プリティーリズム・ディアマイフューチャー』の企画として、日本の4人組女性ダンス&ボーカルグループ・Prizmmy☆と共に誕生し、日本を拠点に活動を行っていた。

## 来歴
2012年1月31日、日韓合作のテレビアニメ『プリティーリズム・ディアマイフューチャー』の製作発表に合わせて、DSPメディアが「DSPガールズ」の仮名でガールズグループ結成を告知。同事務所に所属する人気ガールズグループKARAの後輩グループということで、「KARAの妹分」や「KARA姉妹の末っ子」として報じられた。
同年5月18日、KARAのコンサートツアー『KARASIA』の名古屋公演にゲストとして出演。その際に、「pure」と「pretty」を組み合わせた、グループ名「PURETTY」を公開。6月15日にはプロモーションとして『東京おもちゃショー2012』に参加して初公演を行い、8月9日には『a-nation Asia Progress』に参加した。
同年9月5日、1stシングル「チェキ☆ラブ」をリリースし、日本デビュー。翌年1月13日には2ndシングル「シュワシュワBABY」をリリース。いずれの楽曲もテレビアニメ『プリティーリズム・ディアマイフューチャー』のエンディングテーマとして使用された。
テレビアニメ『プリティーリズム・ディアマイフューチャー』や、アーケードゲーム『プリティーリズム』の「ディアマイフューチャースターズであそぶ」では、メンバー5人をモデルにしたキャラクターが登場。2012年8月から9月にかけて、アニメ内の実写パート「プリティーリズムSTUDIO」にゲスト出演し、Prizmmy☆と共演した。12月24日には『プリティーリズム Live in クリスマス』へも出演した。
2014年5月17日、ファンクラブを通じて解散を発表し、翌日にはヘインとジェウンのDSPメディア退所を発表。その後、ヘインはスターハウスエンターテイメントへ移籍し、2015年2月19日に中韓合同女性デュオSmile Girlsとして再デビューした。シユン、ソミン、チェギョンの3人は、2014年5月17日から7月1日まで、KARAの新メンバーを選抜するオーディション番組『KARAプロジェクト～KARA The Beginning』に参加し、番組内で派生ユニットBaby KARAとして3か月間活動した。
2015年8月24日、ソミンがガールズグループAPRILのリーダーとして再デビューするも、3か月余りで進路を理由に脱退。その後の2016年12月13日、男女混成グループKARDのメンバーとしてアイドル活動を再開した。2016年4月1日には、シユンとチェギョンがMnetのオーディション番組『PRODUCE 101』に参加するも脱落。その後、チェギョンは2016年5月4日に派生ユニットI.B.Iで再デビューを果たし、同年11月11日には追加メンバーとしてAPRILに加入した。

## メンバー
| 名前             | 名前   | 名前     | 名前            | 生年月日              | 身長  | 体重 | 血液型 | 出身地                  | ポジション     |
| 仮名             | 漢字   | ハングル | 英字            | 生年月日              | 身長  | 体重 | 血液型 | 出身地                  | ポジション     |
| ---------------- | ------ | -------- | --------------- | --------------------- | ----- | ---- | ------ | ----------------------- | -------------- |
| ユ・ヘイン       | 柳慧仁 | 유혜인   | Yoo Hye-In      | 1994年6月15日（30歳） | 154cm | 38kg | AB型   | 大韓民国 全羅北道益山市 | リーダー       |
| チョ・シユン     | 曺時倫 | 조시윤   | Cho Si-Yoon     | 1996年2月21日（29歳） | 160cm | 43kg | B型    | 大韓民国                | メインラッパー |
| ユン・チェギョン | 尹彩暻 | 윤채경   | Yoon Chae-Kyung | 1996年7月7日（28歳）  | 160cm | 45kg | AB型   | 大韓民国 仁川広域市     | メインボーカル |
| チョン・ソミン   | 全昭珉 | 전소민   | Jeon So-Min     | 1996年8月22日（28歳） | 163cm | 45kg | A型    | 大韓民国 ソウル特別市   | リードボーカル |
| チョン・ジェウン | 全在恩 | 전재은   | Jeon Jae-Eun    | 1998年2月24日（27歳） | 161cm | 47kg | A型    | 大韓民国                | -              |

## ディスコグラフィ

### シングル
| No. | 発売日        | タイトル         | 販売形態  | 規格品番            | 備考                                                                        |
| --- | ------------- | ---------------- | --------- | ------------------- | --------------------------------------------------------------------------- |
| 1st | 2012年9月5日  | チェキ☆ラブ      | CD+DVD CD | UMCK-9553 UMCK-5398 | プリティーリズム・ディアマイフューチャー 第14話 - 第26話 エンディングテーマ |
| 2nd | 2013年1月13日 | シュワシュワBABY | CD+DVD CD | UMCK-9609 UMCK-5420 | プリティーリズム・ディアマイフューチャー 第40話 - 第51話 エンディングテーマ |

## 出演

### テレビ番組
- プリティーリズム・ディアマイフューチャー プリティーリズムSTUDIO 第18話 - 第25話（2012年8月4日 - 9月22日、BSテレビ東京）

## 公演
- KARA 1ST JAPAN TOUR 2012『KARASIA』 - ゲスト出演
  - 名古屋公演（2012年4月18日 - 19日、日本ガイシホール）
  - 東京公演（5月16日 - 17日、国立代々木競技場第一体育館）
- 東京おもちゃショー2012（2012年6月16日 - 17日、東京国際展示場）[9]
- a-nation Asia Progress（2012年8月9日、SHIBUYA-AX）[10]
- プリティーリズム Live in クリスマス （2012年12月24日）